# اوماها (نبراسکا)
اوماها (به انگلیسی: Omaha, Nebraska) بزرگ‌ترین شهر در ایالت نبراسکا آمریکا و مرکز شهرستان داگلاس است.

## مشخصات
اوماها ۳۳۸٫۲۰ کیلومتر مربع مساحت و ۴۸۶٫۰۵۱ نفر جمعیت دارد و ۳۳۲ متر بالاتر از سطح دریا واقع شده است.
وارن بافت سرمایه‌گذار و میلیاردر آمریکایی متولد این شهر است.

## خواهرخوانده
شهرهای براونشوایگ (آلمان)، یانتای (چین)، زالاپا (مکزیک)، نیس (ایرلند) شاولیای (لیتوانی) و شیزوئوکا (ژاپن) خواهرخوانده‌های اوماها هستند.

## منابع

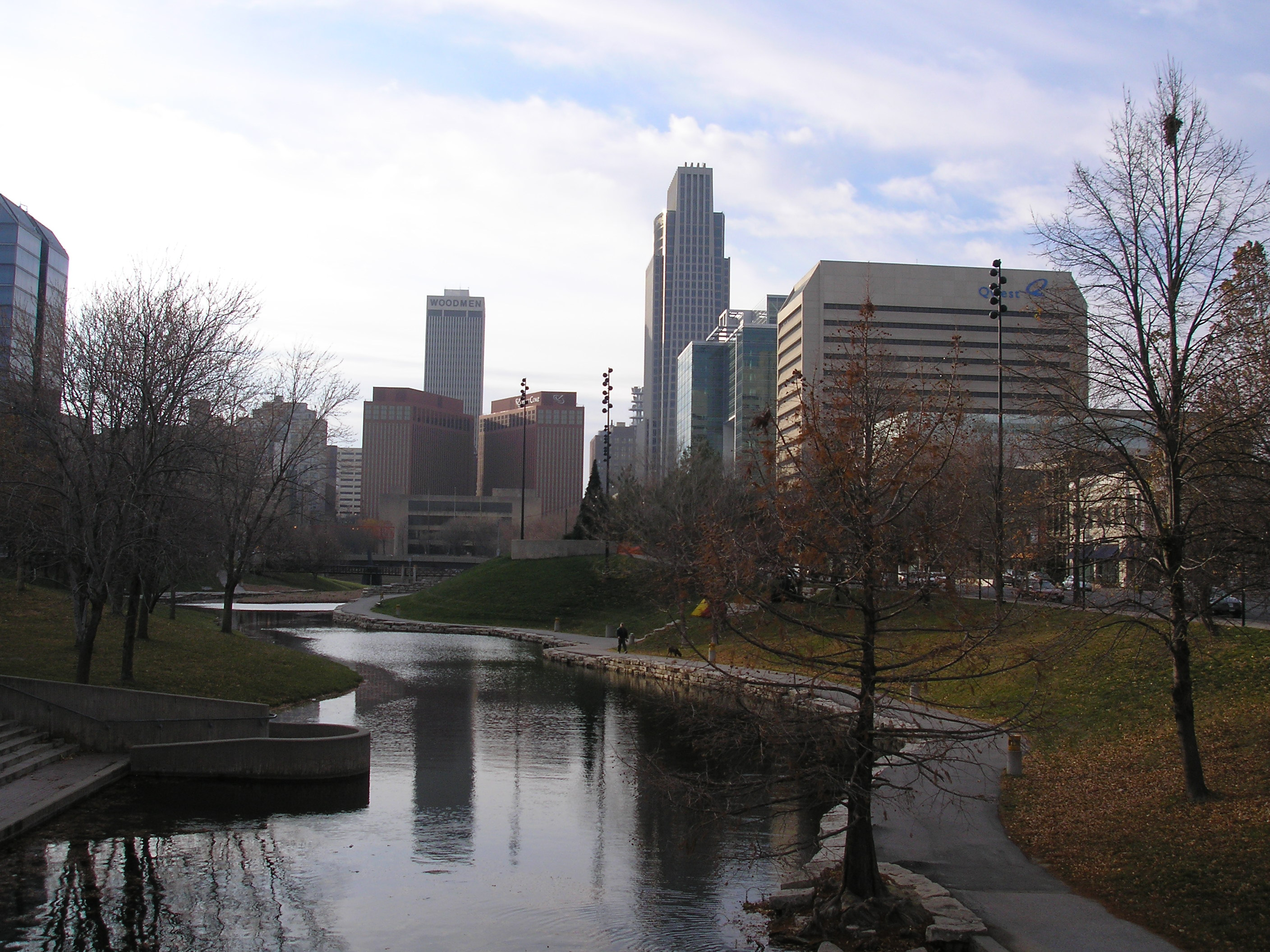
از پارک‌های شهری در اوماها